# Lo straniero (film 1991)
Lo straniero (Agantuk) è un film del 1991 diretto da Satyajit Ray.

## Trama
Quando Anile riceve una lettera da un uomo, che si dichiara d'esser lo zio, a lungo creduto scomparso, suo marito Subindra si insospettisce. L'uomo professa d'esser Manomohan Mitra e inizia a viver con la famiglia. Anila, che inizialmente credeva al nuovo venuto, inizia a sospettare che in realtà voglia solo metter le mani sulla casa, approfittando della presunta parentela. Solo il figlio di Manila crede che Manomohan sia suo zio. Subindra inizia a sottoporre il presunto zio ad una serie di test per risolvere il mistero. Ad un certo punto invita un avvocato suo amico per risolvere pacificamente la questione. La visita degenera e l'ospite viene invitato ad andarsene.
La mattina dopo l'ospite è scomparso e si viene a scoprire che era in realtà Manomohan Mitra, nel momento in cui si trova in un remoto villaggio. Anche Mitra stava in realtà cercando di accertare l'identità della sua nipote, che gli appare evidente nel momento in cui questa balla con la sua attuale compagna al villaggio. Mitra consegna un foglio alla nipote, che risulterà essere la rinuncia alla sua parte della proprietà.